# Lyngby (parochie, Hjørring)
Lyngby is een parochie van de Deense Volkskerk in de Deense gemeente Hjørring. De parochie maakt deel uit van het bisdom Aalborg en telt 148 kerkleden op een bevolking van 165 (2004). Historisch hoorde de parochie tot de herred Børglum. In 1970 werd de parochie deel van de gemeente Løkken-Vrå, die in 2007 opging in de vergrote gemeente Hjørring.
De huidige parochiekerk kwam gereed in 1914. De parochie had eerder een kerk uit de middeleeuwen die in Nørre Lyngby stond. Dat dorp werd echter bedreigd door storm en verzanding waarop besloten werd een nieuwe kerk meer landinwaarts te bouwen. Het oorspronkelijke doopvont uit de oude kerk is in de nieuwe kerk geplaatst. De oude kerk is gesloopt.